# De tovervinger
De tovervinger is een kinderverhaal van Roald Dahl, dat in het Engels in 1966 verscheen als The Magic Finger en in 1975 vertaald door Harriët Freezer in het Nederlands verscheen. De Nederlandse editie uit 1975 werd geïllustreerd door Tom Eyzenbach, vanaf de veertiende druk uit 1998 door Quentin Blake. Engelstalige edities zijn ook geïllustreerd door William Pene du Bois en Tony Ross.

## Korte samenvatting
De hoofdpersoon is een achtjarig meisje dat een bijzondere gave heeft. Als zij boos wordt, krijgt ze het heet en dan heeft ze een "tovervinger". Die gebruikt ze tegen de buren, de familie Kreitjes, die graag op eenden jagen. Als ze weer eens gejaagd hebben, komen vier eenden op hen af. Het lukt ze niet deze te schieten. De vier eenden nemen hun huis over en zelf krijgen ze vleugels in plaats van armen. De familie Kreitjes blijkt te kunnen vliegen en het lukt ze een nest te bouwen. Daarin overnachten ze, maar het wordt zwaar weer. De volgende morgen komen de eenden met geweren op hen af om ze te schieten. De familie Kreitjes belooft met jagen te  stoppen. Daarna worden ze weer gewone mensen. Terwijl de familie Kreitjes bezig is de jachtgeweren kapot te slaan, hoort de hoofdpersoon weer schieten. Het is de familie Kremer...

## Verfilming
In de jaren tachtig is er een animatiefilm gemaakt, in de Nederlandse versie ingesproken door Loes Luca.